# Ямная (приток Жиздры)

Ямная — река в России, протекает в Козельском районе Калужской области.
Река Ямная течёт через леса. На реке расположена деревня Волосово-Звягино. Устье реки находится около деревни Булатово в 82 км по правому берегу реки Жиздра. Длина реки составляет 13 км.

## Данные водного реестра
По данным государственного водного реестра России относится к Окскому бассейновому округу, водохозяйственный участок реки — Ока от города Белёв до города Калуга, без рек Упа и Угра, речной подбассейн реки — бассейны притоков Оки до впадения Мокши. Речной бассейн реки — Ока.
По данным геоинформационной системы водохозяйственного районирования территории РФ, подготовленной Федеральным агентством водных ресурсов:
- Код водного объекта в государственном водном реестре — 09010100512110000020186
- Код по гидрологической изученности (ГИ) — 110002018
- Код бассейна — 09.01.01.005
- Номер тома по ГИ — 10
- Выпуск по ГИ — 0